# Mörbisch am See
Mörbisch am See est une commune autrichienne du district d'Eisenstadt-Umgebung dans le Burgenland.